# Yang Wei (gymnastique)
Pour les articles homonymes, voir Yang Wei.
Dans ce nom chinois, le nom de famille, Yang, précède le nom personnel.
Yang Wei (chinois simplifié : 杨威 ; pinyin : Yáng Wēi, né le 8 février 1980 à Xiantao, la ville berceau de la gymnastique chinoise) est un gymnaste chinois, triple champion olympique, en 2000 et 2008. 

## Palmarès

### Jeux olympiques
- Sydney 2000
  -  médaille d'or au concours par équipes
  -  médaille d'argent au concours général individuel

- Pékin 2008
  -  médaille d'or au concours par équipes
  -  médaille d'or au concours général individuel
  -  médaille d'argent aux anneaux

### Championnats du monde
- Tianjin 1999
  -  médaille d'or par équipes
  -  médaille de bronze à la barre fixe

- Debrecen 2002
  -  médaille de bronze au saut de cheval

- Anaheim 2003
  -  médaille d'or par équipes
  -  médaille d'argent au concours général individuel

- Aarhus 2006
  -  médaille d'or par équipes
  -  médaille d'or au concours général individuel
  -  médaille d'or aux barres parallèles

- Stuttgart 2007
  -  médaille d'or au concours par équipes
  -  médaille d'or au concours général individuel

### Jeux asiatiques
- Doha 2006
  -  médaille d'or au concours par équipes
  -  médaille d'or au concours général individuel
  -  médaille d'or aux anneaux
  -  médaille d'or aux barres parallèles